# Вормс, Владимир Васильевич
Владимир Васильевич (Adolf Vladimir Wilhelm) Вормс (Worms) (1868—1941) — ученый-химик, доктор медицины (1899), профессор и и. о. проректора Саратовского университета, профессор, проректор и декан медицинского факультета Саратовского государственного университета (1918—1927).

## Биография
Отец Владимира Васильевича Вормса — Вильгельм Христофорович Вормс (1828—1910), из курляндских мещан (родился в имении Кронс Вюрцау), агроном, потомственный почетный гражданин; служил управляющим в имении села Терса; в 1876 г. переехал с семьей в город Вольск, где через год приобрел пивоваренный завод. В. В. Вормс окончил 3-ю Казанскую гимназию и медицинский факультет Казанского университета (1890). Был оставлен при университете сверхштатным ординатором на кафедре частной патологии и терапии внутренних болезней, с 1894 г. лаборант на кафедре физиологической химии. Защитил докторскую диссертацию (1899) «Действие разведённых фосфорных кислот на кристаллический альбумин из белка куриных яиц» (по оценке профессора А. А. Панормова, имела важное значение для изучения различных белковых тел). С 1901 г. приват-доцент кафедры физиологической химии. Одновременно с 1902 г. преподавал в Казанском ветеринарном институте. В 1909 г находился в научной командировке в Германии, в Берлинской лаборатории профессора Эмиля Абдергальдена занимался органическим синтезом и химией белковых тел.
После научной командировки в Германию по предложению ректора Императорского Саратовского университета В. И. Разумовского в последних числах августа 1909 г. Вормс приехал в Саратов и приступил к исполнению обязанностей проректора Саратовского университета, а также на должность профессора на кафедру физиологической химии. С 1915 г. преподавал также на Высших женских курсах Саратовского санитарного общества.
После организации строительной комиссии университета по возведению собственных университетских зданий В. В. Вормс стал её членом, на него была возложена задача планирования и оборудования всех лабораторий и кабинетов второго медицинского корпуса. Им была создана специальная биохимическая лаборатория. Эрудиция, преданность науке, редкие лекторские способности, административно-организаторский талант — все это привлекало слушателей в аудиторию к профессору Вормсу. В. В. Вормс отличался демократическими убеждениями, умением отстаивать собственную позицию, невзирая на ранги и регалии оппонентов, пользовался доверием и симпатиями студентов. В 1913 г. уволен в отставку. В официальных кругах сложилось мнение, что Вормс — «проректор малоосведомленный, или не желающий осведомлять о политических настроениях студенчества, не соответствует духу времени». Однако отношение студентов к опальному профессору не изменилось. Популярность Вормса у студентов и профессоров особенно возросла во время выборов нового ректора университета в 1913 г. В нарушение университетского устава и. о. ректора вместо избранного Советом профессора И. А. Чуевского был назначен профессор Н. Г. Стадницкий, противник любых проявлений либерализма. Вормс возглавил оппозицию Н. Г. Стадницкому и его окружению. В годы Первой мировой войны В. В. Вормс работал в химической секции, находившейся в ведении Военно-промышленного комитета, разрабатывал методы получения фармацевтических препаратов, нейтрализующих действия отравляющих газов. После Февральской революции 1917 г. В. В. Вормс вошёл в состав администрации Саратовского университета и до 1928 г. последовательно был проректором, деканом медицинского факультета и помощником ректора по хозяйственно-финансовой части. Продолжал общественную деятельность. В 1922—1925 гг. был членом горсовета.
Среди его учеников такие известные ученые, как А. Н. Бакулев, Н. Н. Ивановский, К. И. Епифанов и др. По признанию А. А. Богомольца: «Немного найдется среди профессоров-учредителей Саратовского университета сделавших больше, чем сделал В. В. Вормс для молодого университета». В конце 1930-х гг. он выступил против представления его кандидатуры на присвоение звания «Заслуженный деятель науки РСФСР», объясняя отказ тем, что «есть лица, которые заслужили это звание более». Умер незадолго до начала Великой Отечественной войны. Похоронен в Саратове.